# NGC 494
NGC 494 ist eine Spiralgalaxie vom Hubble-Typ Sab im Sternbild Fische auf der Ekliptik. Sie ist schätzungsweise 250 Millionen Lichtjahre von der Milchstraße entfernt und hat einen Durchmesser von etwa 145.000 Lj. 

Im selben Himmelsareal befinden sich u. a. die Galaxien NGC 504, IC 1685, IC 1687, IC 1688.
Das Objekt wurde am 22. November 1827 von dem britischen Astronomen John Herschel entdeckt.